# Powiat d'Ostrów Mazowiecka
Pour les articles homonymes, voir Ostrów Mazowiecka (homonymie).
Le powiat d'Ostrów Mazowiecka (polonais : powiat ostrowski) est un powiat (district) de la voïvodie de Mazovie, dans le centre-est de la Pologne.
Elle est née le 1er janvier 1999, à la suite des réformes polonaises de gouvernement local passées en 1998.
Le siège administratif du powiat est la ville d'Ostrów Mazowiecka qui se trouve à 89 kilomètres au nord-est de Varsovie, capitale de la Pologne. Il y a une autre ville dans le powiat : Brok, située à 12 kilomètres au sud d'Ostrów Mazowiecka.
Le district couvre une superficie de 1 218,06 kilomètres carrés. En 2006, sa population totale est de 75 073 habitants, avec une population pour la ville d'Ostrów Mazowiecka de 22 560 habitants, pour la ville de Brok de 1 859 habitants et une population rurale de 50 654 habitants.

## Powiaty voisines
La Powiat d'Ostrów Mazowiecka est bordée des powiaty de: 
- Łomża au nord
- Zambrów au nord-est
- Wysokie Mazowieckie à l'est
- Sokołów  et Węgrów au sud
- Wyszków au sud-ouest
- Ostrołęka au nord-ouest

## Division administrative

Position des gminy dans la powiat

Le powiat est divisé en 11 gminy (communes) :
- Commune urbaine : 
  - Ostrów Mazowiecka
- Commune mixte : 
  - Brok
- Communes rurales : 
  - Andrzejewo
  - Boguty-Pianki
  - Małkinia Górna
  - Nur
  - Ostrów Mazowiecka
  - Stary Lubotyń
  - Szulborze Wielkie
  - Wąsewo
  - Zaręby Kościelne

| Gmina                                     | Type         | Superficie (km2) | Population (2006) | Siège               |
| Ostrów Mazowiecka                         | urbain       | 22,1             | 22 560            |                     |
| Gmina Ostrów Mazowiecka                   | rural        | 283,7            | 12 654            | Ostrów Mazowiecka * |
| Gmina Małkinia Górna                      | rural        | 134,1            | 12 224            | Małkinia Górna      |
| Gmina Wąsewo                              | rural        | 119,2            | 4 582             | Wąsewo              |
| Gmina Andrzejewo                          | rural        | 118,6            | 4 467             | Andrzejewo          |
| Gmina Stary Lubotyń                       | rural        | 109,2            | 3 984             | Stary Lubotyń       |
| Gmina Zaręby Kościelne                    | rural        | 88,9             | 3 844             | Zaręby Kościelne    |
| Gmina Nur                                 | rural        | 102,9            | 3 191             | Nur                 |
| Gmina Boguty-Pianki                       | rural        | 89,1             | 2 900             | Boguty-Pianki       |
| Gmina Brok                                | urbain-rural | 110,2            | 2 843             | Brok                |
| Gmina Szulborze Wielkie                   | rural        | 46,7             | 1 824             | Szulborze Wielkie   |
| * Siège ne faisant pas partie de la gmina |              |                  |                   |                     |

## Démographie
Données du 30 juin 2005:
| Description | Total  | Total | Femmes | Femmes | Hommes | Hommes |
| ----------- | ------ | ----- | ------ | ------ | ------ | ------ |
| Unité       | Nombre | %     | Nombre | %      | Nombre | %      |
| Population  | 75 288 | 100   | 37 986 | 50,45  | 37 302 | 49,55  |
| Urbain      | 24 341 | 32,33 | 12 648 | 16,80  | 11 693 | 15,53  |
| Rural       | 50 947 | 67,67 | 25 338 | 33,65  | 25 609 | 34,01  |

## Histoire
De 1975 à 1998, les différents gminy du powiat actuelle appartenaient administrativement à la Voïvodie d'Ostrołęka et de la Voïvodie de Łomża.